# Llista d'entitats territorials subestatals per superfície

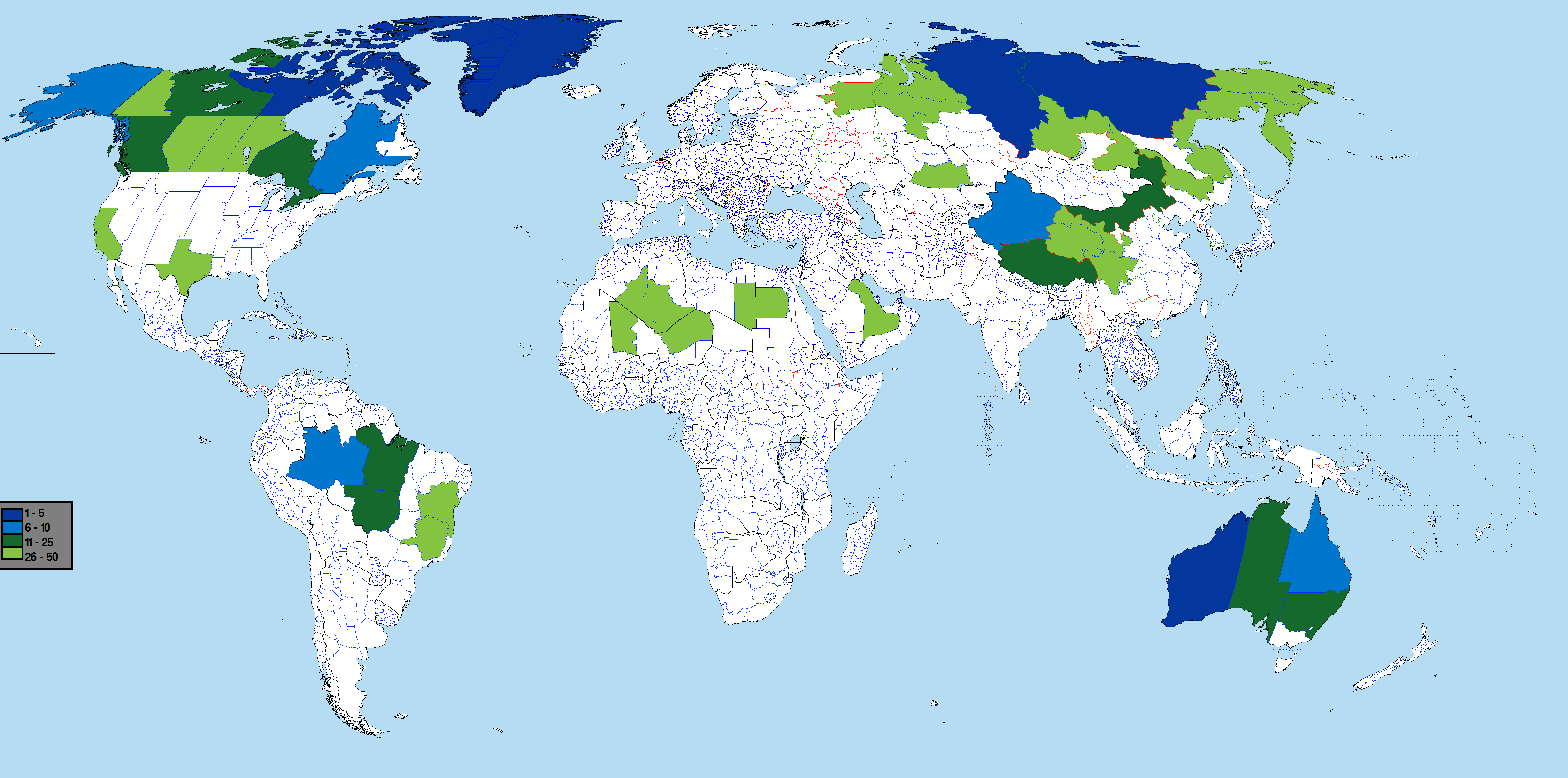
Mapa de les 50 entitats territorials subestatals més grans per superfície. Nota: Aquesta projecció distorsiona àrees en latituds diferentsː tota comparació visual entre territoris del mapa donarà una impressió errònia. Nota addicional: El mapa té un errorː en comptes de Califòrnia als Estats Units el territori egipcià de la Vall Nova hi hauria d'aparèixer destacat.

Aquesta entrada presenta una llista de les 50 subdivisions i territoris dependents subestatals més grans en termes de superfície (incloent-hi zones aquàtiquesː llacs, rius…), ordenada per quilòmetres quadrats.

## Llista de les 50 entitats territorials subestatals més grans per superfície
| Posició | Bandera del territori | Nom del territori                      | Capital                       | Estat | Àrea (km²) | Població    | Estat similar en superfície (km²)         | Posició dins de l'estat |
| ------- | --------------------- | -------------------------------------- | ----------------------------- | ----- | ---------- | ----------- | ----------------------------------------- | ----------------------- |
| 1       |                       | República de Sakhà                     | Iakutsk                       |       | 3,103,200  | 966,997     | Índia 3,287,263                           | 1                       |
| 2       |                       | Estat d'Austràlia Occidental           | Perth                         |       | 2,645,615  | 2,610,600   | Kazakhstan 2,724,900                      | 1                       |
| 3       |                       | Krai de Krasnoiarsk                    | Krasnoiarsk                   |       | 2,339,700  | 2,628,200   | República Democràtica del Congo 2,344,858 | 2                       |
| 4       |                       | Groenlàndia                            | Nuuk                          |       | 2,166,086  | 56,615      | Aràbia Saudita 2,149,690                  | 1                       |
| 5       |                       | Territori Nunavut                      | Iqaluit                       |       | 2,093,190  | 35,944      | Mèxic 1,964,375                           | 1                       |
| 6       |                       | Estat de Queensland                    | Brisbane                      |       | 1,852,642  | 4,516,361   | Sudan 1,886,068                           | 2                       |
| 7       |                       | Estat d'Alaska                         | Juneau                        |       | 1,717,854  | 710,231     | Iran 1,648,195                            | 1                       |
| 8       | Cap                   | Xinjiang Regió autònoma Uyghur         | Ürümchi                       |       | 1,660,000  | 21,813,334  | Iran                                      | 1                       |
| 9       |                       | Estat de l'Amazones (Brasil)           | Manaus                        |       | 1,570,947  | 3,480,937   | Mongòlia 1,564,110                        | 1                       |
| 10      |                       | Quebec                                 | Ciutat de Quebec              |       | 1,542,056  | 8,214,672   | Mongòlia                                  | 2                       |
| 11      |                       | Territori del Nord                     | Darwin (Austràlia)            |       | 1,420,968  | 229,675     | Mongòlia                                  | 3                       |
| 12      |                       | Territoris del Nord-oest               | Yellowknife                   |       | 1,346,106  | 43,537      | Perú 1,285,216                            | 3                       |
| 13      |                       | Estat de Pará                          | Belém                         |       | 1,253,164  | 7,588,078   | Angola 1,246,700                          | 2                       |
| 14      | Cap                   | Tibet                                  | Lhasa                         |       | 1,228,400  | 3,002,166   | Sud-àfrica 1,221,037                      | 2                       |
| 15      | Cap                   | Mongòlia Interior                      | Hohhot                        |       | 1,183,000  | 24,706,321  | Colòmbia 1,141,748                        | 3                       |
| 16      |                       | Província d'Ontario                    | Toronto                       |       | 1,076,395  | 13,210,667  | Bolívia 1,098,581                         | 4                       |
| 17      |                       | Estat d'Austràlia del Sud              | Adelaida (Austràlia)          |       | 1,043,514  | 1,644,642   | Mauritània 1,030,700                      | 4                       |
| 18      |                       | Província de Colúmbia Britànica        | Victoria (Colúmbia Britànica) |       | 948,596    | 4,648,055   | Tanzània 945,087                          | 5                       |
| 19      |                       | Estat de Mato Grosso                   | Cuiabá                        |       | 906,807    | 3,033,991   | Veneçuela 916,445                         | 3                       |
| 20      |                       | Estat de Nova Gal·les del Sud          | Sydney                        |       | 809,444    | 7,238,819   | Moçambic 801,590                          | 5                       |
| 21      |                       | Krai de Khabàrovsk                     | Khabàrovsk                    |       | 788,600    | 1,344,200   | Turquia 783,562                           | 3                       |
| 22      |                       | Óblast d'Irkutsk                       | Irkutsk                       |       | 767,900    | 2,428,700   | Xile 756,102                              | 4                       |
| 23      |                       | Iamàlia                                | Salekhard                     |       | 750,300    | 522,800     | Zàmbia 752,612                            | 5                       |
| 24      |                       | Districte autònom de Txukotka          | Anàdir                        |       | 737,700    | 50,500      | Zàmbia                                    | 6                       |
| 25      | Cap                   | Qinghai                                | Xining                        |       | 721,000    | 5,626,722   | Zàmbia                                    | 4                       |
| 26      |                       | Estat de Texas                         | Austin                        |       | 696,241    | 25,145,561  | Birmània 676,578                          | 2                       |
| 27      | Cap                   | Província Oriental d'Aràbia Saudita    | Dammam                        |       | 672,522    | 3,360,157   | Birmània                                  | 1                       |
| 28      |                       | Província d'Alberta                    | Edmonton                      |       | 661,848    | 4,067,175   | Afganistan 652,230                        | 6                       |
| 29      |                       | Província de Saskatchewan              | Regina                        |       | 651,036    | 1,114,170   | Afganistan                                | 7                       |
| 30      |                       | Província de Manitoba                  | Winnipeg                      |       | 647,797    | 1,278,365   | França 640,679                            | 8                       |
| 31      | Cap                   | Agadez (regió)                         | Agadez                        |       | 634,209    | 321,639br/> | Somàlia 637,657                           | 1                       |
| 32      |                       | Óblast d'Arkhànguelsk                  | Arkhànguelsk                  |       | 587,400    | 350,985     | Madagascar 587,041                        | 7                       |
| 33      |                       | Estat de Minas Gerais                  | Belo Horizonte                |       | 586,528    | 19,595,309  | Madagascar                                | 4                       |
| 34      |                       | Estat de Bahia                         | Salvador (Brasil)             |       | 564,273    | 14,021,432  | Kenya 580,367                             | 5                       |
| 35      | Cap                   | Província de Tamanrasset               | Tamanrasset                   |       | 556,200    | 198,691     | Kenya                                     | 1                       |
| 36      |                       | Districte Autònom Khanti-Mansi — Iugrà | Khanti-Mansisk                |       | 523,100    | 1,532,000   | Iemen 527,968                             | 8                       |
| 37      | Cap                   | Província Oriental del Congo           | Kisangani                     |       | 503,239    | 5,566,000   | Espanya 505,992                           | 1                       |
| 38      | Cap                   | Província Katanga                      | Lubumbashi                    |       | 496,871    | 4,125,000   | Turkmenistan 488,100                      | 2                       |
| 39      | Cap                   | Regió de Tombouctou                    | Timbuctu                      |       | 496,611    | 681,691     | Turkmenistan                              | 1                       |
| 40      | Cap                   | Sichuan                                | Chengdu                       |       | 485,000    | 80,418,200  | Turkmenistan                              | 5                       |
| 41      |                       | Yukon                                  | Whitehorse                    |       | 482,443    | 34,246      | Turkmenistan                              | 9                       |
| 42      | Cap                   | Al Kufrah                              | Al Jawf                       |       | 479,160    | 50,104      | Camerun 475,442                           | 1                       |
| 43      |                       | Krai de Kamtxatka                      | Petropàvlovsk-Kamtxatski      |       | 472,300    | 321,800     | Camerun                                   | 9                       |
| 44      |                       | Óblast de Magadan                      | Magadan                       |       | 461,400    | 157,000     | Papua Nova Guinea 462,840                 | 10                      |
| 45      | Cap                   | Heilongjiang                           | Harbin                        |       | 460,000    | 38,312,224  | Papua Nova Guinea                         | 6                       |
| 46      | Cap                   | Gansu                                  | Lanzhou                       |       | 454,000    | 25,575,254  | Suècia 450,295                            | 7                       |
| 47      | Cap                   | Província d'Adrar                      | Adrar (Algèria)               |       | 443,782    | 402,197     | Marroc 446,550                            | 2                       |
| 48      |                       | Governació de Wadi al Jadid            | Kharga                        |       | 440,098    | 208,000     | Iraq 438,317                              | 1                       |
| 49      |                       | Krai de Zabaikàlie                     | Txità                         |       | 431,500    | 1,106,600   | Iraq                                      | 11                      |
| 50      | Cap                   | Província de Kharagandí                | Kharagandí                    |       | 428,000    | 1,375,000   | Iraq                                      | 1                       |

| Superfície en quilòmetres quadrats | Nombre de territoris subestatals |
| ---------------------------------- | -------------------------------- |
| 2,000,000+                         | 5                                |
| 1,500,000–1,999,999                | 5                                |
| 1,000,000–1,499,999                | 7                                |
| 500,000–999,999                    | 20                               |
| 428,000–499,999                    | 13                               |
| Total                              | 50                               |

| País                                                                  | Nombre de territoris subestatals |
| --------------------------------------------------------------------- | -------------------------------- |
| Rússia                                                                | 11                               |
| Canadà                                                                | 9                                |
| República Popular de la Xina                                          | 7                                |
| Austràlia i Brasil                                                    | 5                                |
| Algèria, República Democràtica del Congo i els Estats Units d'Amèrica | 2                                |
| Dinamarca, Egipte, Kazakhstan, Líbia, Mali, Níger i Aràbia Saudita    | 1                                |